# Phlogacanthus pyramidalis
Phlogacanthus pyramidalis är en akantusväxtart som beskrevs av Raymond Benoist. Phlogacanthus pyramidalis ingår i släktet Phlogacanthus och familjen akantusväxter. Inga underarter finns listade i Catalogue of Life.